# Nokia 1100
El Nokia 1100 (i variants molt relacionades, com el  'Nokia 1101'  i el   Nokia 1108  ') és un telèfon mòbil bàsic GSM produït per Nokia. Més de 250 milions de dòlars s'han venut des del seu llançament a finals de 2003, fent que sigui el telèfon més venut del món auricular i el dispositiu d'electrònica de consum més venut del món en aquella època. El model es va suspendre el 2009.
El 1100 va aconseguir la seva popularitat malgrat haver estat realitzat durant un temps en què els telèfons mòbils més moderns amb més funcions (per exemple, pantalla a color, càmera interna) estaven disponibles al mercat. Estava orientat als països en desenvolupament i als usuaris que no necessitaven funcions avançades més enllà de les trucades i missatges de text SMS, despertador, recordatoris, etc.
El 1100 és similar als models descatalogats 5110/3210/3310 que es trobaven entre els telèfons mòbils més populars del món durant el seu temps, abans que els telèfons desenvolupessin diverses funcions noves, com ara càmeres, tons de trucada polifònics i pantalles de colors.
El Nokia 1100 va ser dissenyat en el Nokia Design Center de Califòrnia, i patentat per als Estats Units pel búlgar-americà dissenyador Dimitre Mehandjiysky.
Nokia va vendre un mil·lenèsel de telèfons mòbils Nokia 1100 a Nigeria al 2005.
A principis de 2009, va ser a la notícia a causa d'un defecte del microprogramari en un lot de telèfons que es van fabricar en la planta de Bochum, Alemanya. Es podria suposar que el telèfon es podia programar per rebre missatges dirigits a un número de telèfon diferent i així rebre dades confidencials, com ara les dades bancàries en línia. Aquest defecte va ser portat a l'atenció de les autoritats després d'haver venut alguns telèfons per més de $32,000.

## Característiques
- El 1100 compta amb una llanterna incorporada,[14] activat prement i mantenint premuda la tecla C una vegada o prement-la dues vegades per bloquejar-la quan el teclat estigui desbloquejat. També es pot accedir a través d'un ítem de menú.
- El 1100 i el 1101 només són capaços de jugar sons de trucada entrant monofònics, que es poden seleccionar d'una llista de 36 tons preinstal·lats o de 7 autocomposats.
- Compta amb el teclat de navegació d'estil tradicional de Nokia, que utilitza un sol botó per connectar i tancar trucades, tecles bidireccionals i alertes vibrants.
- La versió de la marca Cingular inclou característiques integrades del client de AOL Instant Messenger.
- El 1100 és compatible amb les cobertes Nokia Xpress-On (inclosos els compartiments de bateries compatibles). A més de la llum per defecte de color blau clar, taronja o negre, també hi ha versions de color blau fosc, groc, vermell, verd i rosa que ofereix Nokia, així com moltes portades de tercers.[15]
- Ha estat dissenyat específicament per a països en vies de desenvolupament: el seu teclat i la seva cara frontal han estat dissenyats per a ser el més pols possible, i els seus costats són antilliscants per a un clima humit.[3][16]
- Altres característiques inclouen una capacitat de 50 missatges (safata d'entrada i esborranys, amb 25 missatges a la carpeta d'elements enviats), alarma, cronòmetre, calculadora, 6 perfils, emmagatzematge de contactes (capacitat 50, amb la possibilitat d'assignar diferents tons i icones a diferents contactes), jocs (Snake II i Space Impact +) i la capacitat de compondre els vostres tons de trucada.[17]

## Variants
Hi ha quatre variacions diferents dins de la sèrie: les 1100a, 1100b, 1101 i 1108. Es diferencien de la següent manera:
- El 1100a opera a les xarxes GSM-900/1800.
- El 1100b funciona a les xarxes GSM-850/1900.
- El 1101 substitueix la retroiluminació verda amb una retroiluminación blanca i afegeix un senzill navegador WAP 1.1.[18]
- El 1108 també reemplaça la retroiluminación verda amb una retroiluminació blanca. Principalment fet per als mercats asiàtics.[19]

## Historial del microprogramari
La versió del microprogramari del telèfon es pot verificar marcant *#0000#.
| Versió | Data de compilació |
| ------ | ------------------ |
| 3.31   | 13 octubre 2003    |
| 3.44   | 6 novembre 2003    |
| 3.45   | 18 novembre 2003   |
| 4.15   | 15 desembre 2003   |
| 4.25   | 20 febrer 2004     |
| 4.35   | 26 març 2004       |
| 5.6    | 14 juliol 2004     |
| 5.62   | 25 octubre 2004    |
| 6.64   | 8 abril 2005       |
| 7.34   | 20 octubre 2005    |
| 7.36   | 21 novembre 2005   |
| 8.11   | 19 juny 2006       |

## Ús
El telèfon utilitza un mètode d'activació GSM a través d'un targeta SIM. La bateria Nokia BL-5C té una durada de temps i de conversa llarga: aquesta bateria s'utilitza en models més avançats que han augmentat les necessitats d'energia de les seves característiques, però en el 1100 bàsic consumeix una fracció de la potència i, per tant, dura fins a 400 hores entre càrrecs. The phone is offered for use with a wide range of mobile phone networks.